# EWII
EWII (TREFOR indtil 2016) er en dansk energikoncern. Koncernen har sit hovedkontor i Kolding.  
Virksomheden handler og sælger energi, tilbyder energirådgivning og bredbånd, og leverer el til 135.000 husstande, drikkevand til 48.000 husstande, og fjernvarme til 26.000 husstande.  
EWII-koncernen er organiseret i moderselskabet EWII S/I, der er selvejende institution, og som er opdelt i flere datterselskaber. Selskabet EWII A/S driver EWII's kommercielle forretninger som energihandel, energirådgivning og bredbånd. TREFOR Infrastruktur A/S driver selskabets lovregulerede infrastrukturaktiviteter, der bl.a. står for forsyning af vand og varme i størstedelen af Kolding og Vejle, og flere omkringliggende byer, samt for driften af el-distributionsnettet i Trekantsområdet og på Bornholm, efter det blev overtaget fra Bornholms Energi og Forsyning i 2021. Ligeledes forsyner selskabet EWII Fibernet A/S 135.000 adresser med fibernet, men dette selskab er i 2024 ved at  solgt fra til Norlys.
EWII er en af Trekantområdets største private arbejdspladser med mere end 600 medarbejdere. 